# L'Aimée
L'Aimée è un film documentario del 2007 diretto da Arnaud Desplechin.